# Team Type 1-Sanofi/2012
Deze pagina geeft een overzicht van de Team Type 1-Sanofi wielerploeg in 2012.

## Algemeen
Algemeen manager: Vasili Davidenko
Ploegleiders: Massimo Podenzana, John Seehafer, Frédéric Moncassin
Fietsmerk: Colnago

## Renners
| Naam                  | Geboortedatum | Nationaliteit    | Ploeg 2011                          |
| --------------------- | ------------- | ---------------- | ----------------------------------- |
| Julien Antomarchi     | 16-05-1984    | Frankrijk        | La Pomme Marseille                  |
| Alessandro Bazzana    | 16-07-1984    | Italië           |                                     |
| Rubens Bertogliati    | 09-05-1979    | Zwitserland      |                                     |
| László Bodrogi        | 11-12-1976    | Frankrijk        |                                     |
| Alex Bowden           | 29-12-1989    | Verenigde Staten |                                     |
| Fabio Calabria        | 27-08-1987    | Australië        |                                     |
| Daniele Callegarin    | 21-09-1982    | Italië           |                                     |
| Daniele Colli         | 19-04-1982    | Italië           | Geox-TMC                            |
| Remy Cusin            | 03-02-1986    | Frankrijk        | Cofidis                             |
| William Dugan         | 15-01-1987    | Verenigde Staten |                                     |
| Aleksandr Jefimkin    | 02-12-1981    | Rusland          |                                     |
| Julien El Fares       | 01-06-1985    | Frankrijk        | Cofidis                             |
| Joe Eldridge          | 16-06-1982    | Verenigde Staten |                                     |
| Filippo Fortin        | 01-02-1989    | Italië           | per 1-8 stagiair Androni Giocattoli |
| Aldo Ino Ilešič       | 01-09-1984    | Slovenië         |                                     |
| Jure Kocjan           | 18-10-1984    | Slovenië         |                                     |
| Vegard Stake Laengen  | 07-02-1989    | Noorwegen        | Joker-Merida                        |
| Javier Mejías Leal    | 30-09-1983    | Spanje           |                                     |
| Georg Preidler        | 17-06-1990    | Oostenrijk       | Tyrol Team                          |
| Kiel Reijnen          | 01-06-1986    | Verenigde Staten |                                     |
| Joey Rosskopf         | 04-09-1989    | Verenigde Staten | per 1-8 stagiair Team Type 1-Sanofi |
| Aleksandr Serebrjakov | 25-09-1987    | Rusland          | Neo                                 |
| Martijn Verschoor     | 04-05-1985    | Nederland        |                                     |

## Belangrijke overwinningen
| Ronde van Korea 5e etappe: Aleksandr Serebrjakov Philadelphia International Championship Winnaar: Aleksandr Serebrjakov Tour de Beauce 5e etappe: Vegard Stake Laengen Ronde van Oostenrijk 1e etappe: Alessandro Bazzana 8e etappe: Daniele Colli Ronde van het Qinghaimeer 7e etappe: Aldo Ino Ilešič Ronde van de Limousin 1e etappe: Jure Kocjan 3e etappe: Jure Kocjan | Ronde van Rio de Janeiro 4e etappe: Aldo Ino Ilešič Ronde van China 2e etappe: Aleksandr Serebrjakov 3e etappe: Aldo Ino Ilešič Ronde van Hainan 3e etappe: Aleksandr Serebrjakov 9e etappe: Aleksandr Serebrjakov Ronde van Taihu 3e etappe: Aleksandr Serebrjakov 5e etappe: Aleksandr Serebrjakov |

2008 · 2009 · 2010 · 2011 · 2012 · 2013 · 2014 · 2015 · 2016 · 2017 · 2018 · 2019· 2020· 2021 · 2022 · 2023 · 2024 · 2025